# Pere Palay i Companyia
Pere Palay i Companyia va ser una empresa de fabricació industrial de galetes catalana fundada el 1859 per Pere Palay i Pons. La seva fàbrica va instal·lar-se a Badalona, coneguda popularment com La Galeta, i el seu despatx va estar en diverses ubicacions de Barcelona. L'empresa va ser continuada per la vídua del fundador, Antònia Jaurés, coneixent-se durant aquest període com Vídua de Palay o Vídua de Palay i Moré, pel cognom del seu segon marit, i quan van assumir la direcció els seus fills Joaquim i Emili, Fills de Palay i Companyia i Palay Germans. La de Palay va ser la primera empresa de fabricació de galetes per sistema industrial a Espanya, gaudint d'un privilegi d'exclusivitat durant quinze anys. Al llarg de la seva existència va produir diversitat de productes, essent molt conegudes les galetes americanes, de les quals en va ser pionera en la introducció a l'estat, les galetes comunes per a mariners o, més endavant, les famoses galetes Maria o l'ús del gluten en els seus productes. L'empresa va desaparèixer a causa de la crisi del 1898 i la competència del sector, l'empresa va acabar desapareixent a principis de segle XX.

## Fundació
Galetes Palay va ser fundada el 1859 per Pere Palay i Pons, un indià originari del Maresme emigrat a l'Uruguai, i més concretament a Montevideo, la dècada del 1840 amb la seva esposa, Antònia Jaurés i Catà. Quan va tornar a Catalunya, va portar amb ell el coneixement i el sistema de producció industrial de les galetes, inèdit fins aleshores a Espanya.
La fàbrica la va edificar a Badalona, al carrer de Sant Isidre, entre els carrers del Dos de Maig i de Colom, molt pròxima a l'estació de ferrocarril i va ser coneguda com La Galeta, mentre que el despatx de l'empresa va situar-se a Barcelona, al carrer de Canvis Nous, 1. La construcció d'aquesta fàbrica va coincidir amb la d'una altra a Sant Martí de Provençals dedicada a la fabricació de farina, La Industrial Harinera Barcelonesa, emparada en la franquícia absoluta de lliure importació de blat existent entre 1856 i 1859.

## Evolució
La fàbrica de Palay va ser la primera fàbrica de galetes d'Espanya, la primera en aplicar maquinària per obtenir galetes, i per ser la primera va gaudir d'un privilegi d'exclusivitat a l'estat durant un període de quinze anys. Per a la fabricació va importar una màquina de vapor del Regne Unit.
La marca es va donar a conèixer a l'Exposició Industrial i Artística de Productes del Principat de Catalunya del 1860. Es va ressenyar de la seva fàbrica el sistema de fabricació industrial, que pràcticament no requeria de força de treball manual, sinó que funcionava totalment amb maquinaria, podent-se elaborar en 24 hores uns 100 quintars de galetes per proveir la Marina, donant-li un caràcter únic a l'empresa.
El sistema de producció industrial i les seves modernes i espaioses instal·lacions a Badalona van donar-li molt de prestigi. Amb tot, al llarg de la seva existència no va poder desplaçar ni en el mercat espanyol ni el cubà la britànica Huntley & Palmer, que pels volts de 1860 havia començat a comercialitzar les seves galetes a les confiteries de Barcelona, Cadis, Madrid, Sant Sebastià o Santander.
El 1864 va morir Pere Palay i es va fer càrrec de la fàbrica la vídua, Antònia Jaurés, que va contraure segones núpcies amb Jaume Moré i Surroca, que treballava com a encarregat de l'empresa. Jaurés va enviudar de nou i el 1871 l'empresa era coneguda com Vídua de Palay i Moré, que el 1873 va canviar la seu del despatx de Barcelona al carrer de les Caputxes, 4. Uns anys més tard, el 1876, va ampliar la seva maquinària amb encunyadores angleses que van multiplicar la productivitat hora/home per quatre i va dividir a la meitat el preu de producció. La vídua Palay va arribar a afirmar que ben aviat no s'importaria ni una sola galeta de l'exterior.
Eventualment, la mare va incorporar els seus fills, tant els del primer com el segon matrimoni, a la direcció de l'empresa, Joaquim i Elionor Palay i Dolors Moré. El més conegut va ser Joaquim Palay i Jaurés, que va ser més conegut per la seva faceta política que per la industrial, essent alcalde de Badalona dues vegades i un dels representants més característics del caciquisme de la Restauració. Els seus adversaris polítics s'hi referien amb el nom de galletero en al·lusió a la fàbrica. Ell i el seu germà Emili van encarregar-se del negoci a partir de 1889 i van ser els darrers propietaris de l'empresa, sota el nom de Fills de Palay i Cia.

## Productes
La seva gama de productes va ser molt àmplia i va anar creixent i diversificant-se amb el pas dels anys. Palay va ser l'introductor de les anomenades galetes americanes a l'estat espanyol, que eren aptes per a postres i podien tenir moltes formes i composicions. També va destacar en la fabricació de l'anomenada galeta comuna, que era consumida de manera habitual pels mariners embarcats.
Del catàleg de galetes que va presentar a l'Exposició de Barcelona de 1860 se'n destaca les esmentades galeta comuna, per a provisió de bucs, i les americanes, que tenien gran consum a Barcelona, sobretot per postres, però també s'esmenta una llarga diversitat de galetes de mantega, de llimona, de canyella, d'ametlla, d'anís, entre d'altres, inclosa una dedicada a la reina Isabel II, on apareixia l'escut de la casa reial.
El 1871 va presentar a l'Exposició Industrial de Barcelona diverses galetes, però també fruites en conserva, cosa que demostra la diversificació de l'empresa, malgrat que la galeta sempre va ser la seva base de la fàbrica, llançant-se nous productes el 1880 com la galeta americana Oswego, en referència a una ciutat de l'estat de Nova York centre de producció de galetes mundial, la galeta Marie, que en el futur es va fer molt famosa, o els pans de pessic Ambrosia.
Amb l'auge del vegetarianisme i la medicina naturista, hi va haver un desenvolupament de la indústria dedicada a l'elaboració de pans i galetes com a productes terapèutics i saludables. El 1884 va associar-se amb Poirson per elaborar el Licor Oriental, que va promoure's com un tònic medicinal o farmacològic. El 1887, Joaquim i Emili Palay van obtenir una patent d'invenció d'un procediment de fabricació de farina, pa, pastes per a sopa, galeta i pans de pessic amb gluten. Per exemple, les pastes de sopa fetes amb gluten es van anunciar amb recomanacions de metges del gluten com una substància nutritiva. El gluten es considerava idoni per als malalts, per la seva fàcil digestió estava especialment adreçada a persones amb dispèpsia, gastràlgia i altres malalties intestinals.

## Tancament
Des de finals de segle XIX l'empresa es trobava en decadència, de fet el 1882 sembla que el negoci no rutllava perquè la justícia va embargar 50 sacs farina, tot i que la família va treure-la endavant. Segons Moreno, la fàbrica va tancar el 1898 juntament amb la meitat de fàbriques de galetes de Barcelona. Els motius del tancament va ser la baixada d'ingressos a causa de la pèrdua de les colònies americanes. Tot i que inicialment les vendes es van mantenir els primers mesos a causa de la demanda dels immigrants espanyols establerts a Cuba, Argentina i Mèxic, a mitjà termini les vendes van acabar desplomant-se. Amb tot, l'empresa encara va sobreviure i el 1901 està documentada una petita fàbrica de galetes a nom de Palay Germans domiciliada a la ronda de Sant Pere, 48, amb una fàbrica construïda per Juli Batllevell al carrer del Progrés amb la riera dels Frares, però va tancar definitivament en algun moment d'inicis de segle XX a causa de la competència d'altres empreses del sector.
L'edifici fabril de Badalona va ser ocupat per la mateixa família, que hi va instal·lar una fàbrica de sabons. El 1936 s'hi va ubicar la fàbrica de balances Mobba, que va substituir l'antic edifici per un de nou el 1962, que encara avui subsisteix. D'altra banda, l'edifici aixecat per Batllevell es va convertir en la fàbrica metal·lúrgica Bacàs i va subsistir fins a la dècada del 1980.